# Hellboy Volume 2: Wake the Devil
Wake the Devil — друга міні-серія коміксів про Геллбоя, написана та проілюстрована Майком Міньйолою. Ця серія була опублікована у травні 1997-го. У лютому 2019 року, ця, та попередня, серія була видана українською мовою видавництвом Вовкулака у збірці під назвою - «Геллбой. Колекційне видання. Том 1».
Попередній том: «Hellboy Volume 1: Seed of Destruction»
Наступний том: «Hellboy Volume 3: The Chained Coffin and Others»

## Сюжет

### Частина Перша
Комікс відкриває сцена приземлення вертольота компанії Zinco на північному узбережжі Норвегії, біля замку, що був показаний в кінці попереднього тому. Керівник компанії, Родерік Зінко, заходить в замок, де стикається з Карлом Кроніном, Ільзою Хаупштайн та Леопольдом Курцом і говорить їм, що його прислав Распутін, а також, що нацисти можуть використовувати в своїх цілях все, що в нього є.
Через рік, в Сохо, Нью-Йорк, нацисти вбивають директора музею воскових фігур. У штаб-квартирі Б. П.Р. О. у Феєрфілді, штат Коннектикут, Том Меннінґ і Кейт Корріган розповідають агентам про вампіра Володимира Джуреску, котрого неможливо вбити, адже коли повний місяць світить на нього в його замку, він знову оживає. У 1944-му році Джуреску привели до Гітлера, який наказав стратити вампіра. Також вони розказують, що директор музею Говард Штайнман, справжнє ім'я Ганс Ублер, можливо вивіз тіло Джуреску з Німеччини. Так як точно невідомо, де знаходиться замок Джуреску, Меннінґ розділяє агентів на три групи, в одній Геллбой, в другій Кларк та Ейб Сапієн, а в третій Ліз Шерман, Буд Валлер і новачок Сідні Ліч.
В Румунії Ільза Хаупштайн відкриває могилу Володимира Джуреску і наказує своїм солдатам перенести його в певну залу. Тим часом Кронін та Курц у Норвегії створюють свою власну армію. Агенти Б. П.Р. О. прибувають в Румунію. В літаку Ейб намагається поговорити з Геллбоєм про проект «Рагна Рок», але той не відповідає взаємністю. Червоний випригує з літака з реактивним ранцем, але ранець вибухає і червоний приземляється на замок прямо перед Ільзою Хаупштайн.

### Частина Друга
Ільза наказує Юніменшу, нацистському кіборгу, вбити Геллбоя і між двома зав'язується битва, доки вони не провалюються під підлогу. Флешбек в 1944-ий рік показує, як Распутін наказує Ільзі, Кроніну і Курцу відправлятися в Норвегію. В наш час до Ільзи приходить привид Григорія, який говорить їй іти з замку і що наступного разу вона побачить Джуреску вже молодим. Тим часом Геллбой прокидається в підземеллі і бачить, що від кіборга залишилася лише рука.
В сусідньому селі один старець просить свою дочку тікати з двтьми і ніколи не повертатися, а він же залишиться тут, бо йому вже пізно тікати.
Геллбой іде по сліду з крові і знаходить вампіра, який їсть нациста-кіборга. Той представляється батьком Володимира Джуреску і говорить, що останнього повертає до життя богиня Геката, яка є матір'ю Володимира. Коли Геллбой питає старого, де знаходиться його син, вампір відмовляється говорити і червоний спалює його.
Геллбой іде далі і знаходить двері з місяцем. Зайшовши в них, червоний бачить гроб Володимира Джуреску і три солдатські голови перед ним. Геллбоя оточують ворони, що перетворюються в Жінок Фессалії і атакують його.

### Частина Третя
Геллбой перемагає Жінок Фессалії. В той же час пробуджується Джуреску, але Геллбой встигає встромити йому в груди ніж і той вмирає. Але несподівано тіло Володимира перетворюється на купу змій, які тікають в різні сторони. Коли Геллбой іде, Геката повертає Джуреску до життя. Распутін тим часом пропонує Ільзі вмерти і воскреснути від рук Огдру Джахада, як це стало з ним.
У руїнах замку Чеге, Ліз, Буд і Ліч знаходять дивні двері. Сідні використовує свої здібності з пошуку та маніпуляції металом, відкриває їх. За дверима герої знаходять величезну кімнату з мертвим гомункулом усередині. Ліз засовує свою руку в отвір на грудях істоти і не може витягнути її. Від енергії дівчини гомункул оживає і в паніці вбиває Валлера.
В Норвегії Карл Кронін розмовляє з головою в банці, якою виявляється професор Герман Фон Клемпт, котрого знайшов Зінко за наказом Рупрехта. У монастирі святого Варфоломія старець з попередньої глави розповідає своєму брату, священику, що він відчуває повернення Джуреску. Брат не вірить йому. В той же час Геллбой знаходить кімнату повну вибухівки і встановлює на ній зворотній відлік в одну годину.

### Частина Четверта
Коли Геллбой покидає замок, його зустрічає Геката і пропонує повернутися до свого істинного роду. Геллбой не бажає такої участі і між ними зав'язується битва. Червоний вибиває богинею стіну замку і Геката згорає від денного світла. Замок вибухає.
Ейб Сапієн і Кларк зв'язуються зі штаб-квартирою Б. П.Р. О. з руїн замку Сентес і повідомляють їм що нічого не знайшли, окрім стовпа диму на місці замку, в якому був Геллбой. Агентам наказують знайти напівдемона.
Распутін та Ільза зустрічають служника Баби-Яги, Коку, який приніс їм Залізну діву. Хаупштайн заходить в діву і Распутін її закриває. Григорій говорить Коку, що скоро навідає Ягу.
Троє невідомих чоловіків знаходять Геллбоя поза руїнами замку і відносять на якесь дивне перехрестя.
У Норвегії Фон Клемпт збирається звернути Кроніна на свій бік, замість того, щоб він служив Распутіну. Несподівано забігає Курц і намагається вбити Фон Клемпта. Кронін, бажаючи захистити Клемпта, випадково вбиває Леопольда.
У Румунії Геллбой прокидається прив'язаним до товстого дерева і бачить перед собою Распутіна, який каже червоному, що тут він і помре, від рук Залізної Діви.

### Частина П'ята
Ейб Спієн і Кларк зайшли в сусіднє село, в якому усі двері і вікна забиті хрестами. Агенти заходять до церкви і бачать там Стефанського брата з поясом Геллбоя в руці. Священик нічого не говорить і навіть не рухається. Кларк торкається його плеча і в того відвалюється голова, а агенти падають під підлогу. Кларка прохромлюють довгі металеві шипи, а Ейб стикається з Распутіном.
До прив'язаного Геллбоя наближається знову живий Володимир Джуреску верхи на коні. Червоний вириває дерево з землі і вдаряє ним коня Джуреску. В ту ж мить від Володимира і його коня залишаються лише кістки. Але в цей час Залізна Дама почала набувати форми, схожої на Гекату. Говорячи напівдемону, що він не змінить своєї долі, Ільза пожирає його. Геллбой опиняється в місці повному вогню, його роги відростають і він бачить Огдру-Джахада. Але Геллбой знову відмовляється приєднуватися до темряви і ламає свої роги. Він прокидається на тому ж перехресті і зустрічає Кейт Корріган, яка розповідає йому, що сталося з іншими групами.
В Норвегії Распутін збирається покарати Кроніна, Фон Клемпта і Зінко. Першим під його злість потрапляє Зінко, якого пророк осліплює. Осліплений Родерік випадково підриває замок.
У літаку, над Румунією, Геллбою повідомляють, що ніякої залізної дами так і не знайшли. Також стає відомо, що тіло Джуреску зникло, а голова священика декілька тижнів створювала аномалії в селі.

### Епілог
Біля Іггдрасіля, Всесвітнього Дерева, Баба-Яга говорить Распутіну зупинитися і залишитися тут, де і вона. Але пророк говорить, що більше не хоче бути пішаком, він хоче стати богом.

## Персонажі

### Головні
- Геллбой — напівдемон, котрого виростив учений Тревор Бруттенхольм.
- Ільза Хаупштайн — нацистська вчена, що стала богинею Гекатою.
- Григорій Распутін — слуга Огдру-Джахада, що привів в наш світ Геллбоя.

### Другорядні
- Ейб Сапієн — агент Б. П.Р. О.. Людина-амфібія, котрий не пам'ятає своє минуле.
- Ліз Шерман — агент Б. П.Р. О.. Дівчина-пірокінетик, чиї сили дуже могутні.
- Кейт Корріган — подруга Геллбоя, вчена з Б. П.Р. О..
- Сідні Ліч — новачок в Б. П.Р. О., вміє знаходити і маніпулювати металом.
- Скотт Кларк — агент Б. П.Р. О.
- Бад Валлер — агент Б. П.Р. О.
- Карл Рупрехт Кронін — геніальний німецький вчений, помічник Распутіна.
- Леопольд Курц — вчений з Німеччини, помічник Распутіна.
- Герман Фон Клемпт — німецький вчений, від якого залишилася лише голова.
- Том Меннінґ — директор Б. П.Р. О.

### Надприродні істоти
- Геката — богиня відьом і мати Володимира Джуреску. Після її смерті новою Гекатою стала Ільза Хаупштайн.
- Володимир Джуреску — могутній вампір, безсмертний син богині Гекати.
- Баба-Яга — відьма, яку вигнав з нашого світу Геллбой.
- Коку — демон, служник Баби-Яги.
- Жінки Фессалії — перевертні, служниці Гекати.